# Polydesmus guerinii
Polydesmus guerinii är en mångfotingart som beskrevs av Paul Gervais 1836. Polydesmus guerinii ingår i släktet Polydesmus och familjen plattdubbelfotingar. Inga underarter finns listade i Catalogue of Life.